# Sixième circonscription du district de Gumbinnen

La division des circonscriptions dans l'Empire allemand.

La sixième circonscription du Reichstag Province de Prusse-Orientale - district de Gumbinnen (16e circonscription ; circonscription d'Oletzko-Lyck-Johannisburg) est une circonscription pour les élections du Reichstag dans l'Empire allemand et la Confédération de l'Allemagne du Nord de 1867 à 1918.

## Découpage électoral
La circonscription comprend l'arrondissement d'Oletzko, l'arrondissement de Lyck, l'arrondissement de Johannisburg et la commune de Dietrichswalde (de) de l'arrondissement de Sensburg (de).
| Année | Habitants |
| ----- | --------- |
| 1890  | 144 109   |
| 1895  | 147 038   |
| 1900  | 141 056   |
| 1905  | 144 923   |
| 1910  | 146 054   |

|      | Agriculture | Industrie et commerce | Commerce et services |
| ---- | ----------- | --------------------- | -------------------- |
| 1895 | 75,7        | 12.3                  | 12,0                 |
| 1907 | 72,5        | 12.9                  | 14.6                 |

|      | Protestants | Catholiques |
| ---- | ----------- | ----------- |
| 1890 | 98,0        | 1.1         |
| 1905 | 96,7        | 1.9         |
| 1910 | 96.1        | 2.3         |

## Députés
| Élections                                     | Député                      | Parti politique             | Image |
| --------------------------------------------- | --------------------------- | --------------------------- | ----- |
| Élections du Reichstag de février 1867 à 1874 | George William von Simpson  | Parti conservateur          | 0     |
| Élections du Reichstag 1874 à 1874            | Robert Viktor von Puttkamer | Parti conservateur          |       |
| Élection partielle 1875 à 1878                | Adolf Hillmann              | Parti progressiste allemand | 0     |
| Élections du Reichstag 1878 à 1884            | George William von Simpson  | Parti conservateur          | 0     |
| Élections du Reichstag 1884 à 1889            | Eduard Maubach              | Parti conservateur          | 0     |
| Élections du Reichstag 1890 à 1894            | Otto Steinmann              | Parti conservateur allemand | 0     |
| Élection partielle 1895 à 1910                | Udo de Stolberg-Wernigerode | Parti conservateur allemand |       |
| Élection partielle 1910 à 1912                | Fritz Kochan                | Parti national-libéral      | 0     |
| Élections du Reichstag de 1912 à 1918         | Hermann Reck                | Parti conservateur allemand |       |

## Élections

### 1867 (février)
Un seul tour de scrutin a lieu.
| Candidat                   | Parti politique    | Voix   | % | Remarques |
| -------------------------- | ------------------ | ------ | - | --------- |
| George William von Simpson | Parti conservateur | 10 558 | 0 | 0         |

### 1867 (août)
Un seul tour de scrutin a lieu.
| Candidat                   | Parti politique    | Voix | % | Remarques |
| -------------------------- | ------------------ | ---- | - | --------- |
| George William von Simpson | Parti conservateur | 6864 | 0 | 0         |

### 1871
Un seul tour de scrutin a lieu.
| Candidat                   | Parti politique    | Voix | % | Remarques |
| -------------------------- | ------------------ | ---- | - | --------- |
| George William von Simpson | Parti conservateur | 5964 | 0 | 0         |
|                            | Parti conservateur | 128  | 0 | 0         |
|                            | F                  | 4689 | 0 | 0         |
|                            | B                  | 57   | 0 | 0         |
| Autre                      | 0                  | 53   | 0 | 0         |

### 1874
Un seul tour de scrutin a lieu.
| Candidat                    | Parti politique    | Voix | % | Remarques |
| --------------------------- | ------------------ | ---- | - | --------- |
| Robert Viktor von Puttkamer | Parti conservateur | 5884 | 0 | 0         |
|                             | F                  | 5689 | 0 | 0         |
| Autre                       | 0                  | 9    | 0 | 0         |

### Élection partielle de 1875
Von Puttkammer démissionne de son mandat le 26 décembre 1874 en raison de sa nomination comme président du district de Lorraine et une élection partielle a lieu le 31 mai 1875. Un seul tour de scrutin a lieu.
| Candidat       | Parti politique             | Voix | % | Remarques |
| -------------- | --------------------------- | ---- | - | --------- |
|                | Parti conservateur          | 3388 | 0 | 0         |
| Adolf Hillmann | Parti progressiste allemand | 5389 | 0 | 0         |

### 1877
Un seul tour de scrutin a lieu.
| Candidat       | Parti politique             | Voix | % | Remarques |
| -------------- | --------------------------- | ---- | - | --------- |
|                | Parti conservateur          | 3680 | 0 | 0         |
| Adolf Hillmann | Parti progressiste allemand | 5961 | 0 | 0         |
| Autre          | 0                           | 40   | 0 | 0         |

### 1878
Un seul tour de scrutin a lieu.
| Candidat                   | Parti politique             | Voix   | % | Remarques |
| -------------------------- | --------------------------- | ------ | - | --------- |
| George William von Simpson | Parti conservateur          | 12 079 | 0 | 0         |
| Adolf Hillmann             | Parti progressiste allemand | 2768   | 0 | 0         |
| Autre                      | 0                           | 8      | 0 | 0         |

### 1881
Un seul tour de scrutin a lieu.
|                            |                             |      |   |           |
| Candidat                   | Parti politique             | Voix | % | Remarques |
| George William von Simpson | Parti conservateur          | 8607 | 0 | 0         |
|                            | Parti progressiste allemand | 4950 | 0 | 0         |
| Autre                      | 0                           | 1    | 0 | 0         |

### 1884
Un seul tour de scrutin a lieu. Le nombre d'électeurs éligibles est de 25 521, le nombre de suffrages exprimés est de 15 139, dont 42 nuls. Le taux de participation électorale est de 59,5 %.
| Candidat       | Parti politique             | Voix   | % | Remarques |
| -------------- | --------------------------- | ------ | - | --------- |
| Eduard Maubach | Parti conservateur          | 12 667 | 0 | 0         |
|                | Parti progressiste allemand | 2465   | 0 | 0         |
| Autre          | 0                           | 7      | 0 | 0         |

### 1887
Un seul tour de scrutin a lieu. Le nombre d'électeurs éligibles est de 26 930, le nombre de suffrages exprimés est de 18 772, dont 18 nuls. Le taux de participation électorale est de 75,9 %.
| Candidat       | Parti politique             | Voix   | % | Remarques |
| -------------- | --------------------------- | ------ | - | --------- |
| Eduard Maubach | Parti conservateur          | 16 275 | 0 | 0         |
|                | Parti progressiste allemand | 2493   | 0 | 0         |
| Autre          | 0                           | 4      | 0 | 0         |

### 1890
Il n’existe aucun accord de circonscription connu entre les partis. Un seul tour de scrutin a lieu. Le nombre d'électeurs éligibles est de 26 578, le nombre de suffrages exprimés est de 16 810, dont 39 nuls. Le taux de participation électorale est de 63,2 %.
| Candidat       | Parti politique             | Voix   | %    | Remarques               |
| -------------- | --------------------------- | ------ | ---- | ----------------------- |
| Otto Steinmann | Parti conservateur allemand | 11 976 | 71.4 | 0                       |
| von Brackhusen | Parti progressiste allemand | 4778   | 28,5 | Juge de district à Lyck |
| Autre          | 0                           | 17     | 0,1  | 0                       |

### 1893
La Fédération des agriculteurs rejette Steinmann comme candidat commun et se met d'accord avec les « forces libérales modérées » de la circonscription pour soutenir le candidat libéral qui s'est prononcé en faveur du projet de loi militaire. Un seul tour de scrutin a lieu. Le nombre d'électeurs éligibles est de 26 725, le nombre de suffrages exprimés est de 17 404, dont 24 nuls. Le taux de participation électorale est de 65,1%.
| candidat           | Parti politique             | Voix | %    | Remarques                                                                                               |
| ------------------ | --------------------------- | ---- | ---- | --- |
| Otto Steinmann     | Parti conservateur allemand | 9025 | 52,0 | 0 |
| Hillman            | FVP                         | 4730 | 27.2 | Propriétaire foncier à Nordenthal                                                                       |
| Ernst Ebhardt (de) | SPD                         | 630  | 3.6  | 0 |
| Seydel             | Candidat indépendant        | 2991 | 17.2 | Propriétaire foncier, président de l'Association centrale agricole de Lituanie et de Mazurie à Chelchen |
| Autre              | 0                           | 3    | 0,0  | 0 |

### Élection partielle de 1895
Après la mort de Steinmann, une élection partielle a lieu le 23 février 1895. Un seul tour de scrutin a lieu. Il n’existe aucun accord de circonscription connu entre les partis. Le nombre d'électeurs éligibles est de 27 452, le nombre de suffrages exprimés est de 17 726, dont 28 nuls. Le taux de participation électorale est de 64,6%.
| Candidat                    | Parti politique             | Voix   | %    | Remarques                           |
| --------------------------- | --------------------------- | ------ | ---- | ----------------------------------- |
| von Borcke                  | BDL                         | 107    | 0,6  | Propriétaire de ferme et aubergiste |
| Gustav Dau (de)             | FVP                         | 3889   | 22,0 | 0                                   |
| Udo zu Stolberg-Wernigerode | Parti conservateur allemand | 12 259 | 69,3 | 0                                   |
| Ernst Ebhardt (de)          | SPD                         | 1439   | 8.1  | 0                                   |
| Autre                       | 0                           | 4      | 0,0  | 0                                   |

### 1898
Il n’existe aucun accord de circonscription connu entre les partis. Un seul tour de scrutin a lieu. Le nombre d'électeurs éligibles est de 27 197, le nombre de suffrages exprimés est de 17 949, dont 117 nuls. Le taux de participation électorale est de 66,0%.
| Candidat                    | Parti politique             | Voix   | %    | Remarques                          |
| --------------------------- | --------------------------- | ------ | ---- | ---------------------------------- |
| Opitz                       | FVP                         | 3463   | 19.4 | Propriétaire foncier à Schedlisken |
| Udo zu Stolberg-Wernigerode | Parti conservateur allemand | 12 822 | 71,9 | 0                                  |
| Bahrke                      | MVP (de)                    | 229    | 1.3  | Éditeur dans Lyck                  |
| Eugen Lewandowski           | Polonais                    | 44     | 0,2  | Pharmacien à Gniezno               |
| Ernst Ebhardt (de)          | SPD                         | 1260   | 7.1  | 0                                  |
| Autre                       | 0                           | 14     | 0,1  | 0                                  |

### 1903
Stolberg-Wernigerode s'étant engagé à soutenir la position de la Fédération des agriculteurs lors des prochaines négociations sur le traité commercial, cette dernière soutient sa candidature de circonscription. Un seul tour de scrutin a lieu. Le nombre d'électeurs éligibles est de 27 555, le nombre de suffrages exprimés est de 17 643, dont 66 nuls. Le taux de participation électorale est de 64,0%.
| Candidat                    | Parti politique             | Voix   | %    | Remarques                                       |
| --------------------------- | --------------------------- | ------ | ---- | ----------------------------------------------- |
| Rudolf Braesicke (de)       | FVP                         | 678    | 3.9  | 0                                               |
| Udo zu Stolberg-Wernigerode | Parti conservateur allemand | 15 645 | 89,0 | 0                                               |
| Eugène Lewandowski          | Pologne                     | 130    | 0,7  | 0                                               |
| Ernst Ebhardt (de)          | SPD                         | 1106   | 6.3  | Propriétaire d'un manoir à Kommorowen (Mazurie) |
| Autre                       | 0                           | 18     | 0,1  | 0                                               |

### 1907
Il n’existe aucun accord de circonscription connu entre les partis. Un seul tour de scrutin a lieu. Le nombre d'électeurs éligibles est de 27 552 et le nombre de suffrages exprimés est de 21 882, dont 22 nuls. Le taux de participation électorale est de 79,4%.
| Candidat                          | Parti politique             | Voix   | %    | Remarques                                                                                             |
| --------------------------------- | --------------------------- | ------ | ---- | --- |
| Ernst Siehr                       | FVP                         | 833    | 3.8  | 0 |
| Udo zu Stolberg-Wernigerode       | Parti conservateur allemand | 20 343 | 93.1 | 0 |
| Gottlieb Labusch (Bogumił Labusz) | MVP                         | 41     | 0,2  | Propriétaire à Haasenberg, président du Parti populaire mazurien (de), donne son nom à Labuszewo (de) |
| Hugo Haase                        | SPD                         | 630    | 2.9  | 0 |
| Autre                             | 0                           | 13     | 0,0  | 0 |

### Élection partielle de 1910
Après le décès de Stolberg-Wernigerode, une élection partielle a lieu le 14 avril 1910. La Fédération des agriculteurs soutient le candidat conservateur, les partis libéraux se mettent d'accord sur un candidat du Parti national-libéral, qui est également massivement soutenu par la Fédération hanséatique et la Confédération allemande des agriculteurs. Un seul tour de scrutin a lieu. Le nombre de suffrages exprimés s'élève à 24 160, dont 91 nuls. Le taux de participation est de 86,1 %.
| Candidat          | Parti politique             | Voix   | %    | Remarques |
| ----------------- | --------------------------- | ------ | ---- | --------- |
| Fritz Kochan      | PNL                         | 12 829 | 53.3 | 0         |
| Emil Braemer (de) | Parti conservateur allemand | 10 325 | 42,9 | 0         |
| Hermann Linde     | SPD                         | 914    | 3.8  | 0         |
| Autre             | 0                           | 1      | 0,0  | 0         |

### 1912
Il n’existe aucun accord de circonscription connu entre les partis. Le nombre d'électeurs éligibles est de 28 864, le nombre de suffrages exprimés est de 25 983, dont 94 nuls. Le taux de participation électorale est de 90,0%.
| Candidat      | Parti politique             | Voix   | %    | Remarques |
| ------------- | --------------------------- | ------ | ---- | --------- |
| Fritz Kochan  | NLP                         | 9916   | 38.3 | 0         |
| Hermann Reck  | Parti conservateur allemand | 15 000 | 58,0 | 0         |
| Hermann Linde | SPD                         | 939    | 3.6  | 0         |
| Autre         | 0                           | 34     | 0,1  | 0         |